# Firma electrónica avanzada
Una firma electrónica avanzada (advanced electronic signature o AdES) es una firma electrónica que ha cumplido los requisitos establecidos en el Reglamento de la UE nº 910/2014 (Reglamento eIDAS) sobre la identificación electrónica y los servicios de confianza para las transacciones electrónicas en el mercado único europeo.

## Descripción
El eIDAS creó normas para el uso de la firma electrónica, de modo que pudiera utilizarse de forma segura al realizar negocios en línea, como una transferencia electrónica de fondos o negocios oficiales transfronterizos con los Estados miembros de la UE. La firma electrónica avanzada es una de las normas previstas en el eIDAS.
Para que una firma electrónica para ser considerada como avanzada,  tiene que cumplir  varios requisitos:
1. El firmante  puede ser identificado de forma única y vinculado a la firma.
2. El firmante debe tener el control exclusivo de los datos de creación de la firma (normalmente una clave privada) que  fue utilizada para crear la firma electrónica.
3. La firma tiene que ser capaz de identificar los datos que la acompañan han sido manipulado después de la firma del mensaje.
4. En caso de que los datos que la acompañan hayan sido modificados, la firma debe ser invalidada.

Las firmas electrónicas avanzadas que cumplan con eIDAS pueden ser implementadas técnicamente a través de los Perfiles Básicos Ades que han sido desarrollados por el Instituto de Estándares de Telecomunicaciones europeo (ETSI):
- XAdES, XML Advanced Electronic Signatures es un conjunto de extensiones de la recomendación XML-DSig, que la hacen adecuada para las firmas electrónicas avanzadas.[5]
- PAdES, PDF Advanced Electronic Signatures es un conjunto de restricciones y extensiones de PDF y de la norma ISO 32000-1 que lo hacen adecuado para la firma electrónica avanzada..
- CAdES, CMS Advanced Electronic Signatures es un conjunto de extensiones para los datos firmados por la Sintaxis Criptográfica de Mensajes (CMS) que los hace adecuados para las firmas electrónicas avanzadas..
- Perfil básico. ASiC (Associated Signature Containers) especifica el uso de estructuras contenedoras para unir uno o más objetos firmados con firmas electrónicas avanzadas o sellos de tiempo en un único contenedor digital (zip ocremallera).[6]

## Visión
La implementación de la firma electrónica avanzada bajo la especificación de eIDAS sirve para varios propósitos. Los procesos de las empresas y los servicios públicos, incluso los transfronterizos, pueden agilizarse de forma segura mediante el uso de la firma electrónica. Con el eIDAS, los Estados de la UE deben establecer "ventanillas únicas" (PSC) para los servicios de confianza que garanticen que los sistemas de identificación electrónica puedan utilizarse en las transacciones del sector público que se realicen de forma transfronteriza, incluido el acceso a la información sanitaria a través de las fronteras.
En el pasado, cuando se firmaba un documento o un mensaje, el firmante lo firmaba y luego lo devolvía a su destinatario a través del servicio postal, por medio de un servicio de fax o escaneándolo y adjuntándolo a un correo electrónico. Esto podría dar lugar a retrasos y, por supuesto, a la posibilidad de que se falsifiquen las firmas y se alteren los documentos, especialmente cuando se requieren múltiples firmas de diferentes personas situadas en diferentes lugares. El proceso de utilizar una firma electrónica avanzada ahorra tiempo, es legalmente vinculante y garantiza un alto nivel de seguridad técnica.

## Implicaciones legales
De acuerdo con el artículo 25 (1) del Reglamento eIDAS, a una firma electrónica avanzada "no se le negarán los efectos jurídicos ni la admisibilidad como prueba en un procedimiento judicial". Sin embargo, alcanzará un mayor valor probatorio cuando se eleve al nivel de una firma electrónica cualificada. Al añadir un certificado emitido por un proveedor de servicios de confianza cualificado que da fe de la autenticidad de la firma cualificada, la firma avanzada mejorada tiene entonces, según el artículo 24 (2) del Reglamento eIDAS, el mismo valor jurídico que una firma manuscrita. Sin embargo, esto sólo está regulado en la Unión Europea y de forma similar a través de ZertES en Suiza. 
La firma electrónica cualificada no está definida en Estados Unidos.